# Bad Zwesten
Bad Zwesten är en kommun och ort i Schwalm-Eder-Kreis i Regierungsbezirk Kassel i förbundslandet Hessen i Tyskland.
De tidigare kommunerna Betzigerode, Niederurff, Oberurff-Schiffelborn, Wenzigerode och Zwesten gick samman i den nya kommunen Zwesten 31 december 1971. Namnet ändrades till Bad Zwesten 1992.